# Homalenotus roeweri
Homalenotus roeweri is een hooiwagen uit de familie Sclerosomatidae.